# 947 (numero)
Novecentoquarantasette (947) è il numero naturale dopo il 946 e prima del 948.

## Proprietà matematiche
- È un numero dispari.
- È un numero primo.
  - È un numero primo troncabile a sinistra nel sistema numerico decimale.
  - È un numero primo di Eisenstein.
  - È un numero primo di Chen.
- È un numero palindromo e un numero ondulante nel sistema numerico esadecimale.
- È parte della terna pitagorica (947, 448404, 448405).
- È un numero poligonale centrale.
- È un numero odioso.
- È un numero nontotiente, come tutti i dispari ad esclusione del numero 1.
- È un numero intero privo di quadrati.

## Astronomia
- 947 Monterosa è un asteroide della fascia principale.
- NGC 947 è un galassia spirale della costellazione della Balena.

## Astronautica
- Cosmos 947 è un satellite artificiale russo.